# NGC 2945
NGC 2945 је елиптична галаксија у сазвежђу Хидра која се налази на NGC листи објеката дубоког неба.
Деклинација објекта је - 22° 2' 4" а ректасцензија 9h 37m 41,0s. Привидна величина (магнитуда) објекта NGC 2945 износи 12,2 а фотографска магнитуда 13,2. NGC 2945 је још познат и под ознакама ESO 565-28, MCG -4-23-10, IRAS 09354-2148, PGC 27418.